# Der Chagrinknochen

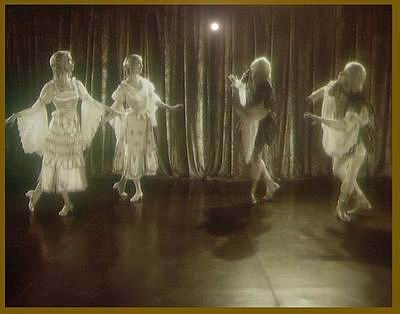
Menuet aus dem Oper-Entracte
Der Chagrinknochen

Der Chagrinknochen (französisch L’Os de chagrin, russisch Шагреневая Кость) op. 37–38 (1990) ist ein abendfüllendes Ballett in drei Akten und ein Zwischenakt der Oper („Oper-Entracte“ oder Pausenoper) in einem Akt von Juri Khanon nach einem Libretto des Komponisten, das auf Balzacs Roman Das Chagrinleder aus dem Jahr 1831 basiert.

## Entstehung
Das Ballett Der Chagrinknochen (Op.37) und der gleichnamige Zwischenakt (Op.38) entstanden 1990 im Auftrag des Michailowski-Theaters in Leningrad.:346-347 Das Libretto verfasste der Komponist selbst. Sein Text basiert vollständig auf Dialogen der beiden Figuren Polina und Raphael in Balzacs Roman.
Anfang 1991 fanden Verhandlungen über die Inszenierung im Kirow-Theater statt. Chefchoreograf Oleg Winogradow sagte: „Das ist eine brillante Arbeit. Solche Ballette werden sehr selten geboren, alle 75 Jahre, vielleicht sogar alle 100. Aber ich verstehe nicht, wie das auf unserer Bühne inszeniert werden kann. Bringen Sie mir einen Choreografen, der das macht, und ich werde ihm die volle Chance geben.“ Einen Monat später kam der junge Choreograf Andrei Bosow zu ihm und sagte, er sei bereit, das Ballett zu inszenieren. Oleg Winogradow lehnte ihn jedoch ab.
1992 wurde im Sankt Petersburger Dokumentarfilmstudio eine avantgardistische Filmoper Der Chagrinknochen mit Juri Khanon in der Hauptrolle gedreht. Der Soundtrack umfasst den gesamten Opernzwischenakt und einige seiner anderen Werke: Das Lied über den Tod Nr. 1 und Mechanik der Gedankenbewegung (aus dem Zyklus Öffentliche Lieder, Op. 34). Filmchoreograf und Szenograf war Andrei Bosow, der Leiter der Jugend- und Kammergruppe des Kirow Balletts.

## Kurze Beschreibung
Der Chagrinknochen ist ein „tendenziöses klassisches Ballett“ oder „Ballett mit Kommentaren“. Paradoxerweise waren es Ludwig Minkus’ Don Quixote und Erik Saties Parade, die dem Komponisten als Referenz dienten.:48

„Der Bezugspunkt für mich wurde das Ballett ‚Parade‘ von Satie. Auf der ersten Seite der Partitur leuchten die unvergänglichen Worte: ‚Für Erik Satie, meinen Vater, Kameraden, Kommunisten.‘ Der Zwischenakt der Oper zwischen dem zweiten und dritten Akt ist von Saties Vorstellung von Möbelmusik inspiriert. Wie der Bariton mitteilt, können die Zuschauer ‚spazieren gehen und etwas Fleisch essen‘, während auf der Bühne eine veristische Darstellung der Beziehung zwischen den Liebenden stattfindet. Jedes Mal, wenn das Geschehen überhitzt, folgt ein ruhiger und unerschütterlicher Rokoko-Tanz: Menuet, Passepied, Bourrée. Dies dauert bis zum Tod des Helden und des Autors. Nach dem Roman von Balzac sterben sie an Husten, was auf der Bühne sehr realistisch aussieht.“

Bei der Arbeit am Ballettlibretto bemerkte Juri Khanon, wie „hastig und nachlässig dieser Roman geschrieben wurde“. Im gesamten Text spürt man, wie eilig es Balzac hatte, pünktlich fertig zu werden. Unter dem Druck seiner Gläubiger arbeitete er bis zur Erschöpfung.

„Trotz seiner Eklektizität und Weitläufigkeit ist der Roman „Das Chagrinleder“ eine sehr konstruktive Komposition: Die gesamte Struktur wird durch eine Linie sukzessiver Verminderung des Lebens beschrieben. […] Es gefällt, wie nachlässig die Geschichte geschrieben ist, überall spürt man, wie Balzac sich beeilte…, unter dem Druck seiner Gläubiger steigerte der Schriftsteller seine gewalttätige Tätigkeit so intensiv, dass er eine nervöse Erschöpfung erlitt. Die schwere Last nervöser Erschöpfung, schwerer Aktivität und auch des Drucks der Gläubiger lastet noch immer in seinen Werken und erzeugt vergeblichen Stress. Im Allgemeinen entschied ich, dass das Ballett unter Shagreen Skin ein Feiertag der freudigen Vergänglichkeit des Lebens sollte.“

Wahrscheinlich ist die Szenografie des Balletts nach dem genannten Prinzip aufgebaut. Sobald sich der Vorhang hebt, wird eine riesige, erstarrte Schicksalslinie (Sterns Linie aus Balzacs Roman) vor die Augen der Öffentlichkeit gebracht.:9-11 Alles besteht aus Knochen.

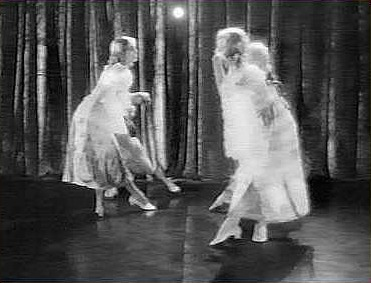
Passepied aus dem Oper-Entracte
Der Chagrinknochen

Als Komponist und Librettist in einem schuf Juri Khanon ein vollständiges Spektakel, eine komprimierte Version, eine Art Auszug aus der formalen Ballettsprache. Sein Ziel war es, nicht nur ein Ballett, sondern ein „Ballett über Ballett“ zu inszenieren. Der Shagreen Bone wurde vom Autor als Rückzugsballett definiert („Nachhut der Kunst“). Dies ist ein Verweis auf die Vergangenheit, während der Geruch der Gegenwart erhalten bleibt.:3
Eine häufig gestellte Frage: Wie konnte es zu solch einer dramatischen Transformation kommen, wenn sich die Haut eines Chagrins, „das Fell eines wilden Esels“, in „Knochen“ verwandelte? Man kann zum Beispiel so antworten: Wie viele Jahre sind „seither“ vergangen? Alles, was sich nicht zersetzt, verknöchert und versteinert dann. Im Roman untersucht Vanière, der Gärtner von Monsieur Raphael de Valanten, überrascht einen Zottel, den er in einem Brunnen gefunden hat, und sagt: „Trocken wie Holz und überhaupt nicht fettig.“ Somit veranschaulicht das Werk die Idee der Verknöcherung jeder Kultur, einschließlich des klassischen Balletts.:12-13
Der Chagrinknochen ist in gewisser Weise der „Neustart“ (Ablehnung) der Ballettkultur. Den Gesetzen des Balletts unterworfen und die Ergebnisse seiner Entwicklung zusammenfassend, demonstriert das Werk die Absurdität des Balletts und seiner stagnierenden Formen. Der Komponist scheint sich aus dem Orchestergraben zu erheben und dem Publikum Knochen ins Gesicht zu werfen, also Ballettklischees: Grand Pas, Fouettés, Variationen, Adagios. Das Ergebnis ist jedoch ein wunderschönes romantisches Ballett, das zweimal gezeigt wird: erstens das Ballett als solches mit seiner bedeutungslosen Freude und seinem konventionellen Charakter und zweitens die Haltung des Autors. Dies war unter anderem einer der Gründe dafür, den Titel zu ändern und „Haut“ durch „Knochen“ zu ersetzen.:49